# Гребеньовський Віктор Мирославович
Віктор Мирославович Гребеньовський (нар. 7 липня 1961, м. Бучач Тернопільської області) — український музикант, звукорежисер, фотограф, телеоператор. Надхненник створення «АРТ-двору» та координатор фестивалю «Дні Пінзеля» в м. Бучачі. Заслужений працівник культури України.

## Життєпис

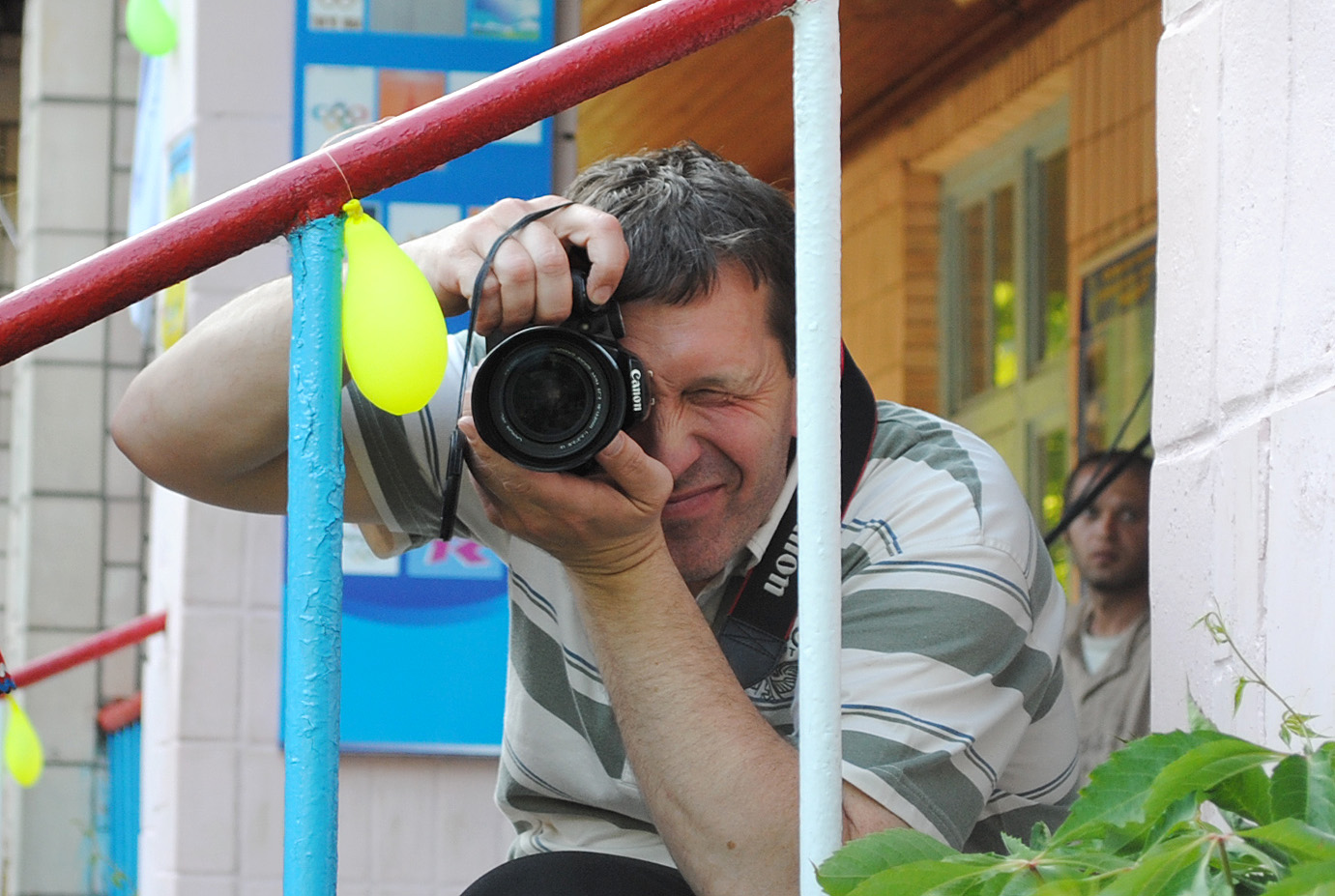
Віктор Гребеньовський: фотополювання за цікавим кадром

Батько — Мирослав Іванович Гребеньовський — педагог, музикант, працював директором Бучацької дитячої музичної школи. Матір — Стефанія Іванівна — театральний режисер (зокрема, зразковго театру юного глядача при районному будинку культури)..
Закінчив 8 класів Бучацької середньої школи № 1 (нині Бучацька гімназія імені В. М. Гнатюка), після чого — Тернопільське музичне училище імені Соломії Крушельницької (1980), заочно — Рівненський педагогічний інститут (тепер державний гуманітарний університет, 2003).
Брав участь у першому конкурсі-фестивалі сучасної пісні «Червона Рута-1989» у складі ВІА «Орфей» Бучацького РБК як переможець (І місце) обласного відбіркового конкурсу. Працює в Бучацькому районному будинку культури, керівник інструментального ансамблю «Опус».
Один із співзасновників студії «Клен» [Архівовано 27 травня 2016 у Wayback Machine.].
12 вересня 2005 року разом з родиною (дружиною та дітьми під керівництвом батька) виборов гран-прі обласного фестивалю-конкурсу «Українська родина», який відбувся у Бучачі.
У 2012 році в конкурсі «Вікі любить пам'ятки» світлина Віктора Гребеньовського Василіянського монастиря в Бучачі визнана однією з найкращих [Архівовано 21 серпня 2016 у Wayback Machine.].

### Сім'я
Дружина Оксана — співачка (дипломант Міжнародного конкурсу молодих виконавців української естрадної пісні ім. Володимира Івасюка, лауреат Міжнародного пісенного фестивалю-конкурсу «Доля» (І премія)), музикант (скрипалька), педагог (викладає в Бучацькій ДМШ). Донька Богдана — викладач хореографії Теребовлянського вищого училища культури, дружина барабанщика гурту «Los Colorados» Олега Петришина.

## Світлини Віктора Гребеньовського

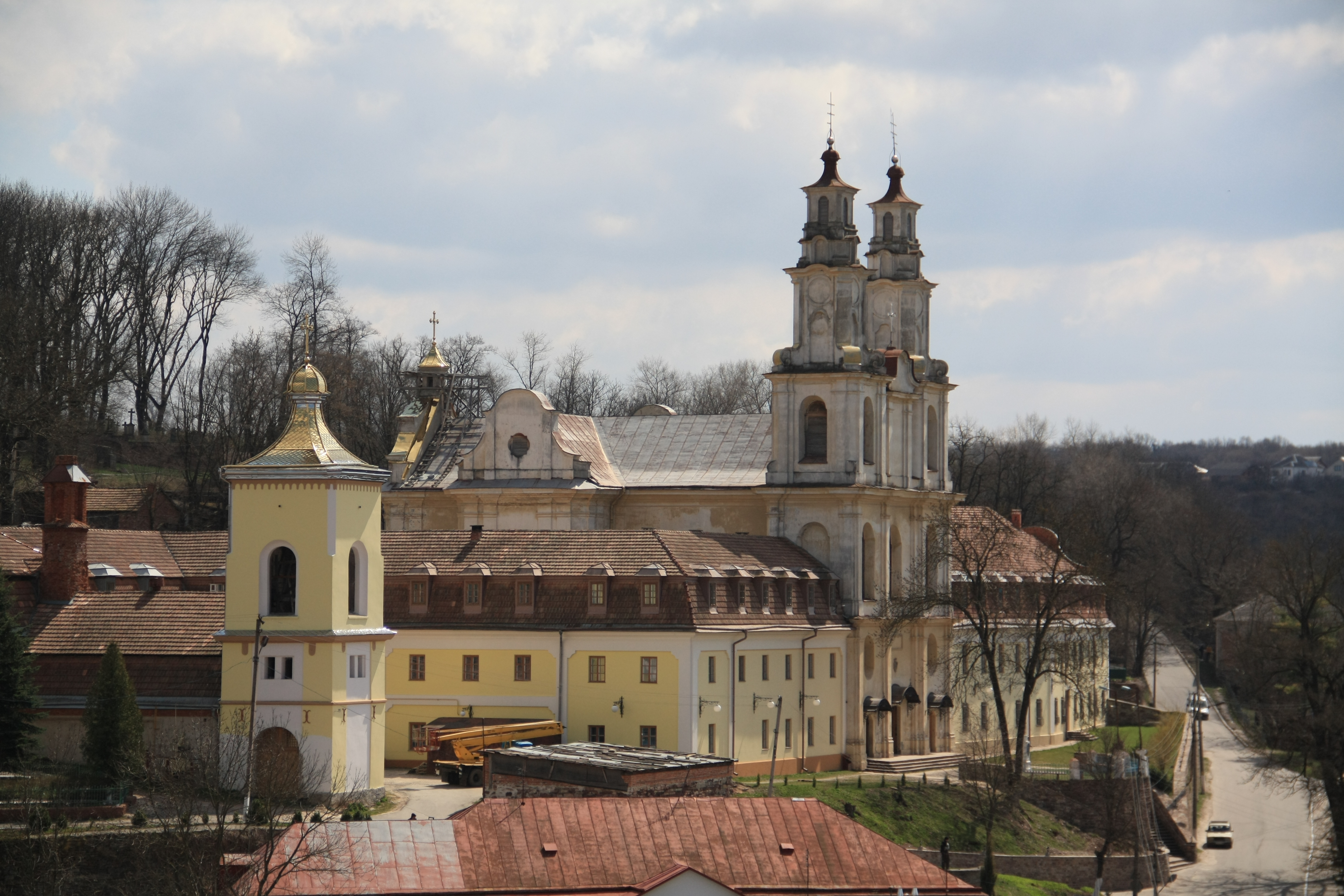
Василіянський монастир
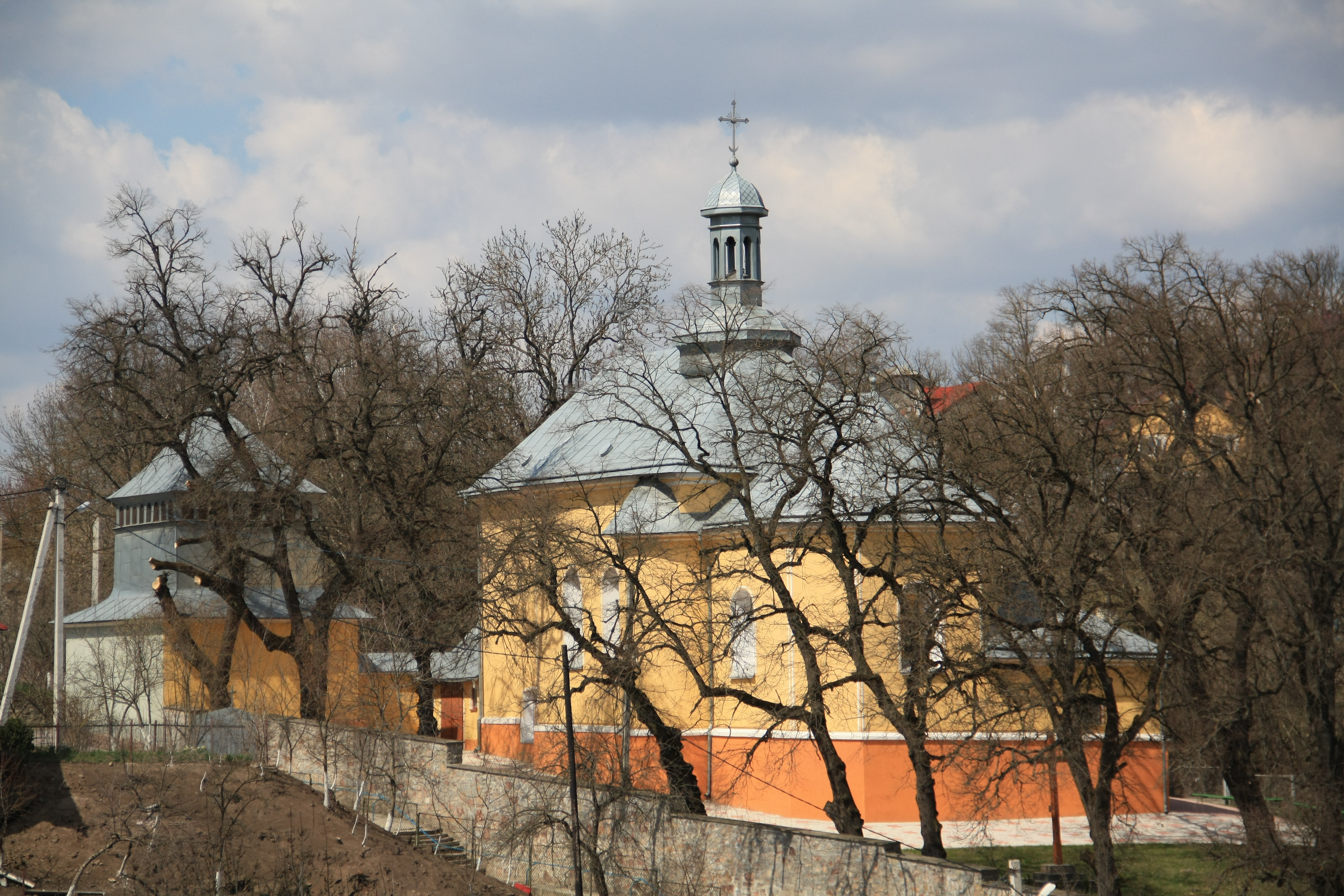
Церква Святого Миколая
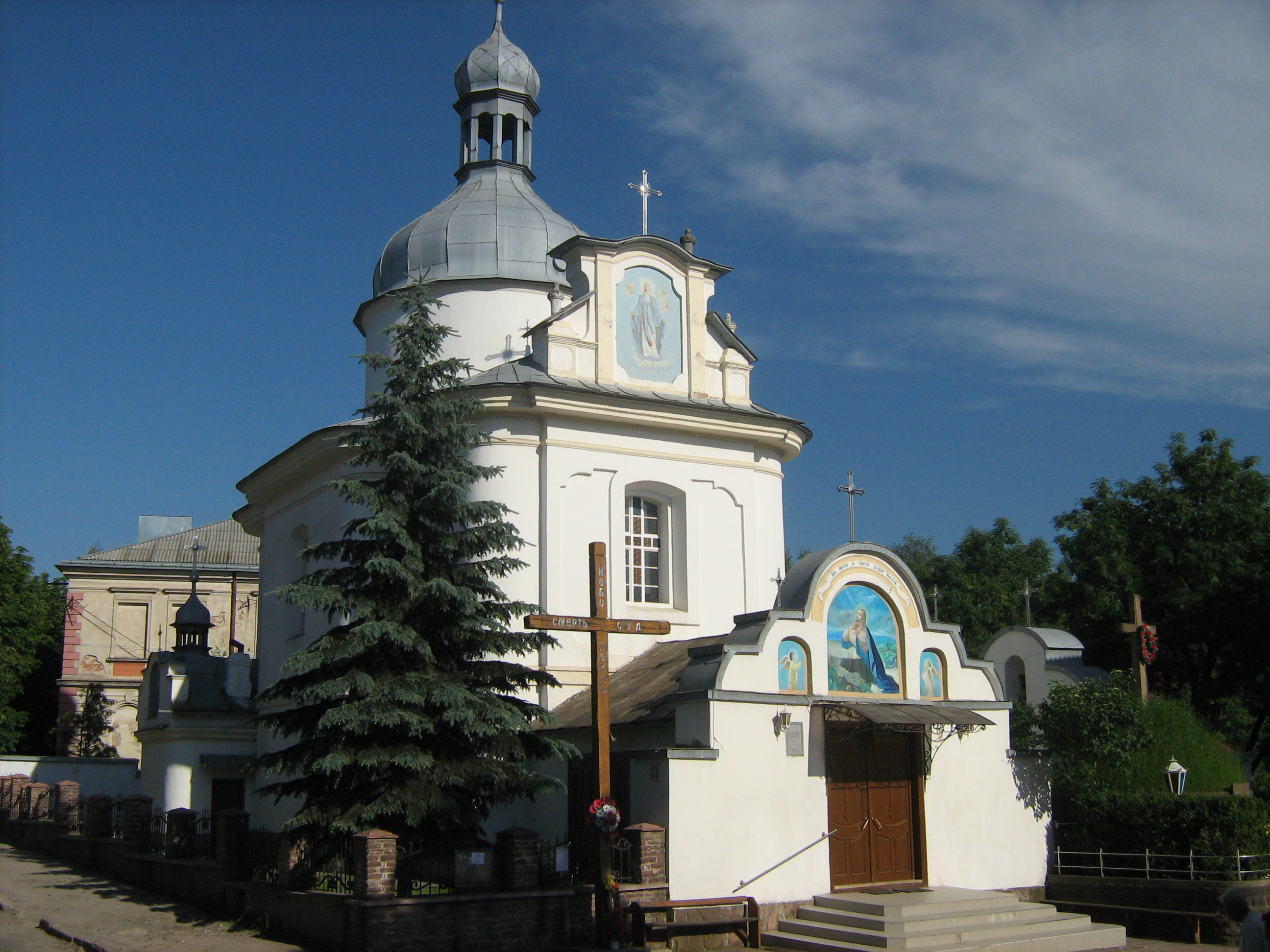
Церква Святої Покрови
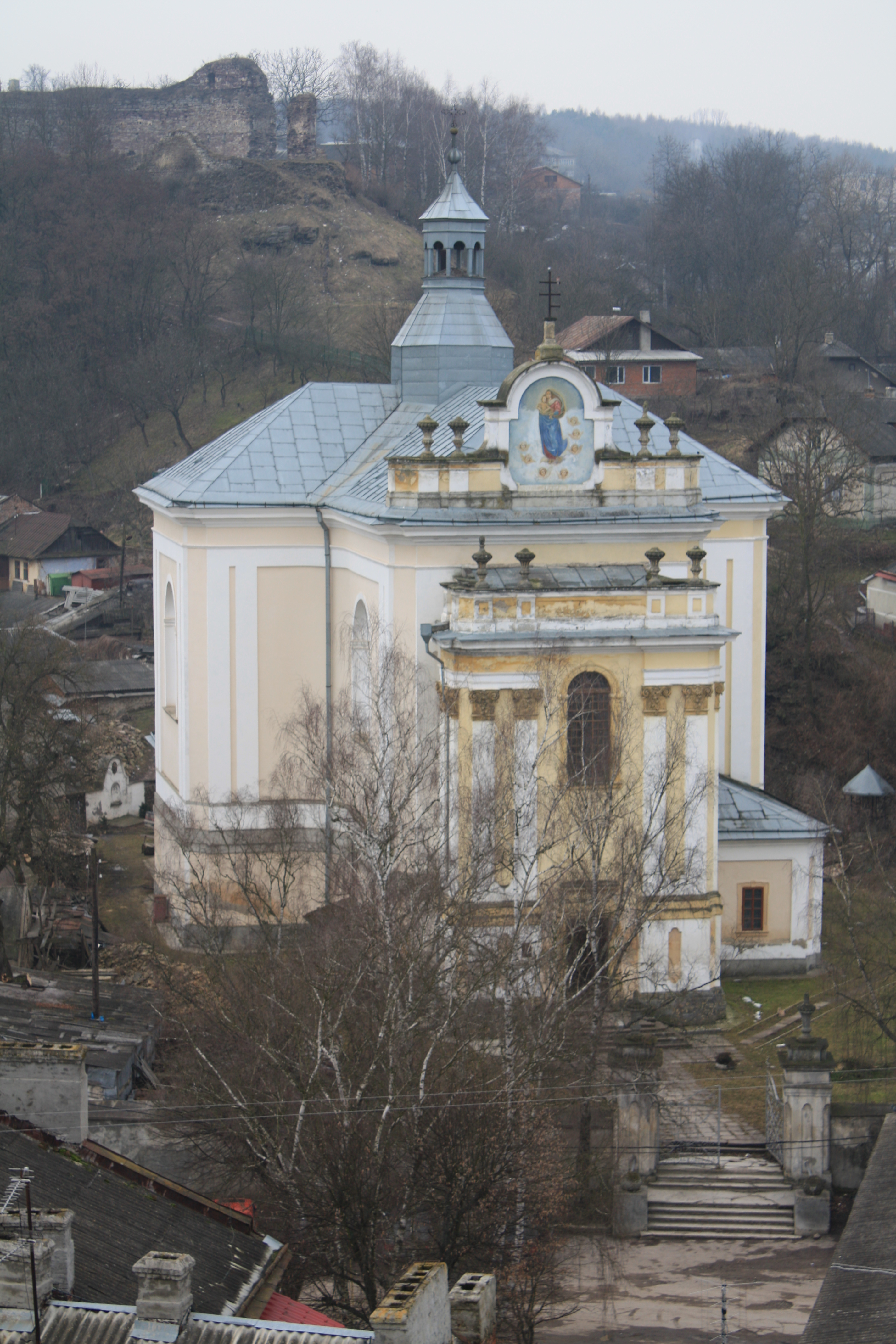
Костел Внебовзяття Пресвятої Діви Марії